# Андромах (префект претория)
Андромах (лат. Andromachus) — римский политический деятель конца IV века — начала V века.
Около 392 года Андромах занимал должность комита частного имущества. В 395 году он находился на посту префекта Рима. В 401 году Андромах был префектом претория Галлии. Он был другом известного сенатора и государственного деятеля Квинта Аврелия Симмаха.